# Mariage à l'italienne
Pour plus de détails, voir Fiche technique et Distribution.
Mariage à l'italienne (titre original : Matrimonio all'italiana) est un film franco-italien réalisé par Vittorio De Sica, sorti en 1964. Le sujet est une comédie théâtrale en trois actes, Filumena Marturano, écrite en 1946, d'Eduardo De  Filippo.

## Synopsis
Domenico Soriano (Marcello Mastroianni), un riche séducteur napolitain, a rencontré une prostituée, Filumena Marturano (Sophia Loren), à laquelle il propose de vivre avec lui dans sa demeure. En fait, Filumena se trouve réduite au rôle de bonne pour la mère de Domenico qui est dans un état végétatif et de gouvernante de la maison. En plus de ces charges domestiques, elle en vient à s'occuper du restaurant-pâtisserie de Domenico pendant que ce dernier, libre de toute contrainte, passe son temps à voyager. Après 22 ans de cette vie ingrate, Filumena tombe subitement malade et n'en a plus que pour quelques heures à vivre. Pour soulager sa conscience, Domenico accepte, à la demande du prêtre, de l'épouser In articulo mortis. Cependant, une fois le mariage prononcé, la mariée se relève subitement de son lit, révélant son stratagème. Elle annonce à Domenico qu'elle a trois fils (Umberto, Michele, Riccardo), dont l'un est de lui, mais sans lui préciser lequel. Le mariage est annulé et Filumena quitte la maison. Après avoir vainement tenté de découvrir lequel des garçons est son fils et, finalement, réalisé qu'il aime Filumena, Domenico l'épouse. Ce n'est que le jour du mariage qu'il découvre qu'il est, en fait, le père des trois garçons.

## Fiche technique
- Titre original : Matrimonio all'italiana
- Titre : Mariage à l'italienne
- Réalisation : Vittorio De Sica
- Scénario : Renato Castellani, Tonino Guerra, Leonardo Benvenuti et Piero De Bernardi d'après la pièce Filumena Marturano d'Eduardo De Filippo
- Production : Carlo Ponti et Joseph E. Levine
- Musique : Armando Trovajoli
- Photographie : Roberto Gerardi
- Costumes : Vera Marzot et (pour Sophia Loren et Marcello Mastroianni) Piero Tosi
- Montage : Adriana Novelli
- Pays de production :  Italie |  France
- Format : couleur - mono
- Genre : Comédie dramatique, romance
- Durée : 102 minutes
- Dates de sortie : 
  - États-Unis : 20 décembre 1964
  - France : 30 décembre 1964
- Affiche : Giuliano Nistri (Italie)

## Distribution
- Sophia Loren : Filumena Marturano
- Marcello Mastroianni : Domenico Soriano
- Aldo Puglisi : Alfredo
- Tecla Scarano : Rosalia
- Marilù Tolo : Diana
- Enzo Aita (it) : le prêtre
- Gianni Ridolfi : Umberto
- Generoso Cortini : Michele
- Vito Moriconi : Riccardo
- Pia Lindström : une caissière
- Vincenza Di Capua : la mère de Domenico
- Raffaello Rossi Bussola : l'avocat